# Crossfire Redmond
Crossfire Redmond, anteriormente Seattle Wolves e Washington Crossfire, é um clube americano de futebol com sede em Seattle, Washington, Estados Unidos. Fundada em 2009, a equipe joga na National Premier Soccer League, a quarta divisão do Sistema de ligas de futebol dos Estados Unidos, e já estava na Premier Development League (PDL) durante a temporada de 2016.
A equipe joga seus jogos em casa no estádio do campus da Redmond High School, nas proximidades de Redmond, Washington, onde joga desde 2011. As cores da equipe são vermelho, preto e branco.
Antes de 2010, a equipe era conhecida como Seattle Wolves e havia competido na Pacific Coast Soccer League (PCSL) e na PDL com esse nome por vários anos. Os Wolves e a organização de futebol juvenil Washington Crossfire se fundiram em novembro de 2009. A maior organização juvenil Washington Crossfire, que foi formada em 1968, tem sido fundamental no desenvolvimento de jovens jogadores de futebol na área de Washington por mais de 30 anos e é o único Nike Premier Club do estado de Washington.

## História
Após sua criação em 2002, o Seattle Wolves original irrompeu no cenário do futebol americano do noroeste, subindo rapidamente em quatro divisões do jogo competitivo dentro da Greater Seattle Soccer League (GSSL). Desde o início da equipe, os Lobos conquistaram 12 títulos de liga e 5 campeonatos de torneio. No outono de 2006, o clube cresceu desde sua infância como um time amador local, e se expandiu para incluir vários times competindo na Starfire Premier Soccer League (SPSL) e várias ligas semi-profissionais regionais.
Em 2008, os Wolves realizaram sua primeira temporada na Pacific Coast Soccer League, uma das três competições nacionais consideradas no quarto nível da Pirâmide de Futebol Americana. Eles terminaram sua primeira temporada no PCSL em terceiro lugar, atrás da campeã Victoria United .
Em 26 de janeiro de 2009, os Wolves anunciaram que iriam colocar em campo uma nova equipe sênior na USL Premier Development League para a temporada de 2009, tornando-se assim a segunda equipe a fazer uma expansão de PCSL para PDL, após o Vancouver Whitecaps Residency em 2008. Eles foram uma das quatro equipes de expansão na Divisão NW da temporada de 2009 da PDL junto com Victoria Highlanders, Portland Timbers U23s e Kitsap Pumas.
Em 31 de janeiro de 2009, os lobos competiram contra o time de busca Seattle Sounders FC Super no Starfire Sports Complex em Tukwila. Os Wolves prepararam uma lista especial para o jogo específico, composta por jogadores atuais do Wolves, ex jogadores profissionais, ex jogadores do Seattle Sounders (USL), jogadores atuais e ex-colegiais e jogadores jovens atuais.
Em sua primeira temporada PDL em 2009, os Wolves colocaram em campo uma equipe forte que incluía o ex-jogador do Los Angeles Galaxy Ely Allen . Nessa primeira edição, o clube teve boa campanha, porém foi eliminados pelo Kitsap Pumas.. Casey Cunningham e Ely Allen foram os artilheiros dos Wolves, com 7 e 6 gols, respectivamente, enquanto Allen também contribuiu com seis assistências.
Em novembro de 2009, o time se fundiu com a organização de futebol juvenil Washington Crossfire, criando um novo time de futebol denominado Washington Crossfire.
Após a temporada de 2016 da PDL, a equipe vendeu os direitos de sua equipe para um grupo em Vancouver, Canadá. Crossfire não voltou para a temporada 2017 PDL, enquanto uma nova equipe, TSS FC Rovers, começou a jogar na Divisão Noroeste. Após dois anos de inatividade, o Crossfire Premier anunciou que colocaria um time na National Premier Soccer League (NPSL) para a temporada de 2019. A equipe, renomeada como "Crossfire Redmond", foi oficialmente anunciada pela liga em 18 de dezembro de 2018.
A equipe ganhou seu primeiro troféu da liga ao vencer a Conferência NPSL Northwest e chegou a um playoff da liga pela primeira vez desde 2012. Apesar de ter caído nas semifinais da Região Oeste, o resultado da temporada da equipe garantiu a vaga na Lamar Hunt U.S. Open Cup de 2020 .

## Estádios
- Complexo Esportivo Starfire ; Tukwila, Washington (2008–2009)
- Estádio Interbay; Seattle, Washington (2010)
- Estádio em Lake Washington High School ; Kirkland, jogo Washington 1 (2011)
- Estádio em Redmond High School ; Redmond, Washington (2011–2016, 2019 – presente)

## Estatísticas

### Participações
|  | Participações em 2020 |

| Competição     | Competição               | Temporadas | Melhor campanha  | Estreia | Última | P | R |
| Estados Unidos | Lamar Hunt U.S. Open Cup | 1          | Cancelada (2020) | 2020    | 2020   |   | – |

### Seattle Wolves
- Site do Seattle Wolves
- Seattle Wolves FC deve se tornar profissional em 2010
- Arquivos de notícias; Wolves to Battle Sounders FC Selecione XI como parte do programa de TV Sounders Super Search
- Arquivos de notícias; Lista de Sounders Super Search